# Cyclanorbis senegalensis
Cyclanorbis senegalensis är en sköldpaddsart som beskrevs av  Duméril och Bibron 1835. Cyclanorbis senegalensis ingår i släktet Cyclanorbis och familjen lädersköldpaddor. IUCN kategoriserar arten globalt som nära hotad. Inga underarter finns listade i Catalogue of Life.
Cyclanorbis senegalensis har oftast en upp till 35 cm lång sköld och stora individer väger nästan 5 kg. Enligt en annan avhandling är den maximala sköldlängden 60 cm.
Arten förekommer med flera från varandra skilda populationer i Afrika söder om Sahara. Utbredningsområdet sträcker sig från Senegal och Liberia i väst till Sudan och västra Etiopien i öst. I syd når Cyclanorbis senegalensis Guineabuktens norra kustlinjer. Sköldpaddan vistas nästan i alla områden med sötvattenansamlingar där den under olika årstider hittar groddjur. Arten kan hittas i floder, i pölar, i dammar och i träskmarker som ligger i savannen eller i skogar.
Troligtvis äter ungdjur grodor och små fiskar. Äldre exemplar är antagligen specialiserade på snäckor och andra blötdjur. Enligt olika studier lägger honan 6 till 25 ägg per tillfälle och ungarna är cirka 45 mm långa när de kläcks.